# Nacionalisme flamenc

El moviment flamenc empra una variant de la bandera de Flandes, on el lleó té la llengua i les urpes negres en comptes de vermelles.

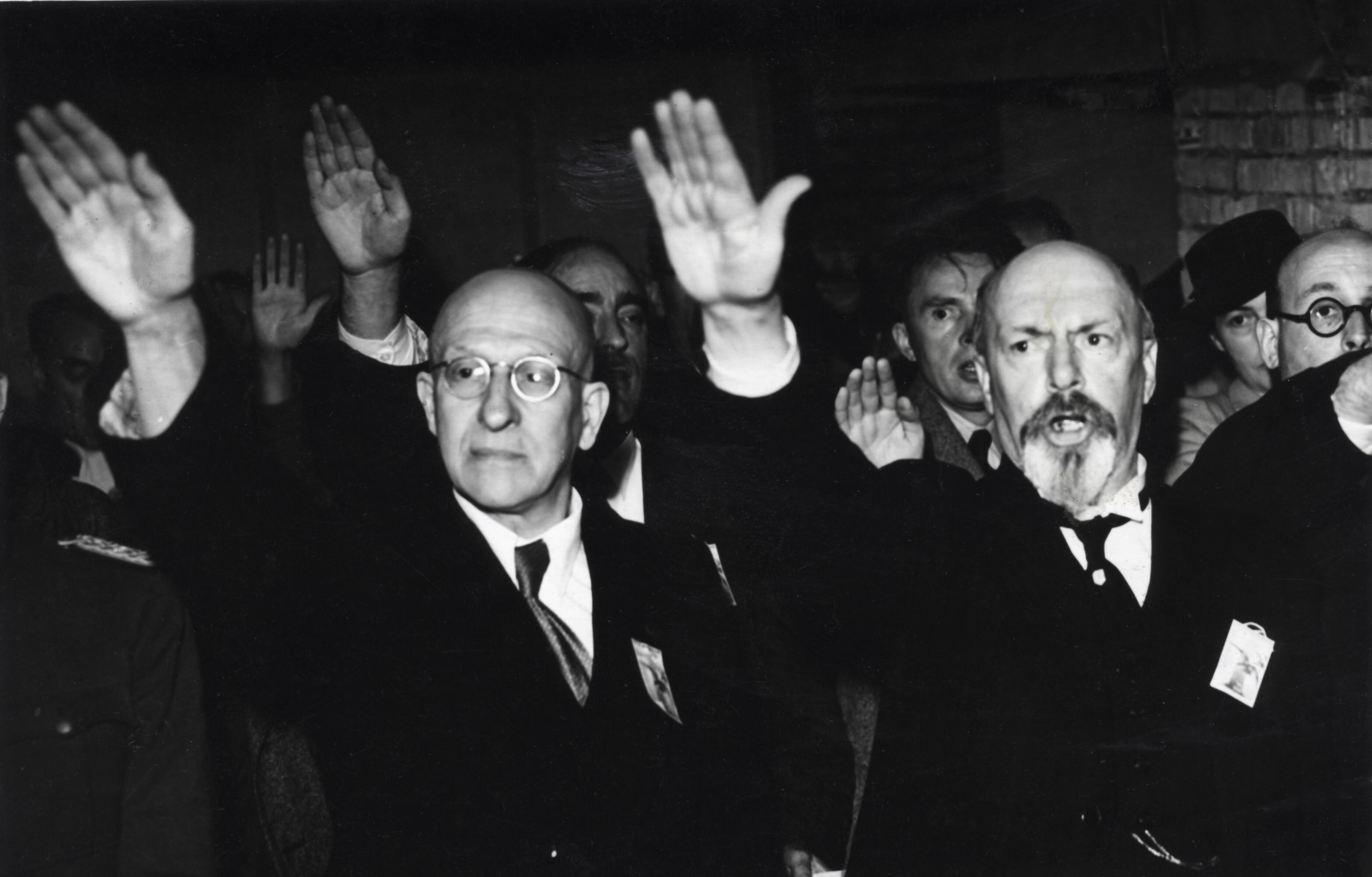
Els col·laboracionistes flamencs Borms i Daels

Bandera del VNV

El moviment flamenc (en neerlandès: Vlaamse Beweging) és un terme popular emprat per descriure el moviment que cerca una major autonomia o la independència per a Flandes, per a la protecció de la llengua neerlandesa a Flandes i la protecció de la seva cultura, tant al Flandes com al Flandes francès.

## A Bèlgica
S'ha de distingir històricament el nacionalisme flamenc del nacionalisme holandès causa de la ruptura històrica que es va produir en el moment de la reforma protestant. L'Associació dels flamencs amb els francòfons prové del llegat dels Països Baixos espanyols, quan es van associar en una lliga de les províncies catòliques per frenar la dissidència protestant.
El nacionalisme flamenc prové del moviment flamenc del segle xix i principis del segle xx, que va reclamar i va obtenir el reconeixement del neerlandès com a llengua nacional a Bèlgica.
Durant la Primera Guerra Mundial, especialment amb Auguste Borms, una minoria nacionalista flamenca belga va fer costat als alemanys per tal de crear entre d'altres el Consell de Flandes. Va ser durant aquest període que la Universitat de Gant organitza primers cursos de neerlandès. En aquells anys els oficials militars, sorgits de la burgesia flamenca parlaven francès, però de vegades tenien dificultats per fer-se entendre als soldats que parlaven dialecte való o flamenc. Això provocà la tensió entre els soldats flamencs i els seus oficials, que portà a la fundació del "Frontbeweging" (moviment del front). Aquesta història romàntica dels oficials que només parlaven flamenc és només un dels mites que formen la base del nacionalisme flamenc.
El període d'entreguerres va veure la creació del Verdinaso en 1931 i de la Unió Nacional Flamenca (Vlaams Nationaal Verbond, VNV) fundada en 1933 per Staf de Clercq amb la finalitat de crear un Estat flamenc separat de Valònia. Aquests moviments van col·laborat amb els nazis durant la Segona Guerra Mundial. El Secretari General de la Federació de futbol de Flandes, Robert Jan Verbelen, era també un dels col·laboradors més importants de Bèlgica. Més de deu mil flamencs va lluitar en el front oriental al costat dels soldats de l'Alemanya nazi, així com la divisió SS Valònia
Després de la Segona Guerra Mundial el moviment social, no electoral, més important és el Vlaamse Volksbeweging. El moviment polític més important fou la Volksunie, de caràcter federalista. En reacció a la signatura del pacte d'Egmont el 1977 Karel Dillen va fundar el Vlaams Blok, partit independentista d'extrema dreta. El nom del partit va canviar el 2004 a causa d'una condemna del Tribunal d'Apel·lació de Gant per violar la llei contra el racisme. El Vlaams Belang, dirigit actualment per Bruno Valkeniers, és cinquè partit flamenc a nivell federal (7,76% dels vots a la Cambra de Representants de Bèlgica i 7,60% dels vots al Senat), i amb el 15,28% dels vots el segon partit a nivell regional (Parlament flamenc).
A part del partit d'extrema dreta Vlaams Belang, també es poden trobar partits nacionalistes democràtics: la Nieuw-Vlaamse Alliantie (N-VA) de Bart de Wever, la SLP (Sociaal-Liberale Partij, que es va fusionar en 2009 amb Groen!) de Geert Lambert, però també són nacionalistes molts democratacristians (Eric Van Rompuy, Luc Van den Brande, Brigitte Grouwels), socialistes (Leo Peeters), liberals (Patrik Vankrunkelsven) o ecologistes (Bart Staes). La majoria d'ells van sorgir de la Volksunie  del partit, nacionalista que es va trencar en diverses faccions.
Encara que sovint són més intransigents que Vlaams Belang sobre la qüestió nacional, els diversos components del nacionalisme flamenc democràtic opten per les polítiques socialistes o liberals sobre altres qüestions polítiques i han trencat amb altres temes extremistes.
Entre les organitzacions no parlamentàries hi ha Voorpost i Nationalistische Studentenvereniging, ambdues d'extrema dreta, i Meervoud d'inspiració marxista i independentista.

### Sentiment de pertinença
Segons un sondeig efectuar per IPSOS Belgique en 2010 el resultats sobre l'opinió de pertinença a Bèlgica fou:
|                 | Entre els francòfons | entre els flamencs |
| --------------- | -------------------- | ------------------ |
| Belga           | 55 %                 | 37 %               |
| Flamenc         |                      | 45 %               |
| ciutadà del món | 16 %                 | 8 %                |
| Europeu         | 16 %                 | 8 %                |
| Való            | 9 %                  |                    |
| Brussel·lenc    | 2 %                  |                    |
| No ho sap       | 2 %                  | 2 %                |

## A França
El moviment nacionalista flamenc durant molt de temps ha estat inspirat per l'abat Jean-Marie Gantois, qui en 1920, li va donar una consistència política. Col·laborador durant Segona Guerra Mundial i director de la Vlaams Verbond van Frankrijk}, va escriure a Adolf Hitler per demanar la incorporació de Flandes francès al  Reich.
Al juny de 2008, el portaveu i secretari del Moviment Flamenc França, Wido Triquet, va amenaçar de mort al director de la universitat Michel de Swaen de Dunkerque per haver adoptat el nom de la resistent Lucie Aubrac com a nou nom del seu establiment. Actualment el moviment flamenc no nacionalista a França se centra principalment en els parlants de flamenc i l'ensenyament de la llengua regional, el flamenc occidental, alhora que els nacionalistes defensen l'ensenyament del neerlandès, llengua oficial al Flandes belga.